# Desaparición de Elodia Ghinescu
La desaparición de Elodia Ghinescu fue un caso de desaparición-asesinato muy seguido por los medios en Rumania; según varias fuentes de noticias, fue el caso más cubierto de este tipo en la historia de los medios de comunicación del país.

## Antecedentes
Elodia era una abogada, por cuya desaparición y presunto asesinato en agosto de 2007 su marido, el policía Cristian Cioacă, fue detenido el 5 de diciembre de 2012. Los dos se casaron el 18 de julio de 2004 y tuvieron un niño llamado Patrick en enero de 2005. Cristian fue condenado el 2 de julio de 2013 a 22 años de cárcel, aunque sigue manteniendo su inocencia. El caso sigue en proceso de apelación; más recientemente, el 3 de diciembre de 2013, el Tribunal Superior de Casación y Justicia decidió que Cioacă debía permanecer bajo custodia mientras se tramitaban las apelaciones
Según la fiscalía, el motivo del asesinato fueron los celos causados por una aventura extramatrimonial que tuvo Elodia; su desaparición se produjo justo después de que regresara de un viaje a Dubái con su presunto amante, un ex oficial del Servicio de seguridad y Protección, que testificó en el tribunal sobre su relación. Su marido, Cristian, examinó sus correos electrónicos para buscar pruebas de que le engañaba. Cristian trató de ocultar las manchas de sangre de su apartamento pintando las paredes. El 8 de octubre, en algún lugar entre Poiana Brasov y Râşnov, se encontraron un uniforme de policía sucio, fotos de Elodia con su hijo, una botella de perfume y un par de guantes manchados de sangre. Fue declarada oficialmente desaparecida el 12 de febrero de 2009. Aunque nunca se encontró el cuerpo de Elodia, la fiscalía invocó las pruebas forenses, incluidas las gotas de sangre encontradas en el apartamento de la pareja y en varios objetos que se habían encontrado anteriormente en el apartamento, descubiertos más tarde en un barranco.
El Consejo Nacional Audiovisual (el organismo rumano de telecomunicaciones) advirtió oficialmente a varias estaciones de televisión por su cobertura inapropiada del caso, y algunas de ellas, entre ellas OTV y Curier TV, fueron multadas por su cobertura tendenciosa. En el Índice de Sostenibilidad de los Medios de Comunicación de 2009 se señaló que "De 2007 a 2008, la OTV organizó varios cientos de los llamados episodios sobre la desaparición de Elodia Ghinescu, una abogada que se casó con un oficial de policía. En uno de esos episodios, Diaconescu [el propietario de OTV] instigó a un pirata informático a que irrumpiera en el buzón de correo electrónico de Ghinescu y mostrara sus mensajes personales a la audiencia. Ghinescu se convirtió en un icono popular, aunque sigue desaparecida. Mientras tanto, los principales medios de comunicación trataron el caso y siguieron el ejemplo de OTV al revelar detalles personales sobre su familia".